# هملهاوزن
هملهاوزن (به آلمانی: Hämelhausen) یک شهر در آلمان است که در Nienburg واقع شده‌است. هملهاوزن ۶۰۳ نفر جمعیت دارد.